# Патнам (округ, Нью-Йорк)
Округ Патнам (англ. Putnam County) — округ штата Нью-Йорк, США. Население округа на 2000 год составляло 95745 человек. Административный центр округа — Кармел.

## История
Округ Патнам основан в 1812 году. Источник образования округа Патнам: округ Датчесс.

## География
Округ занимает площадь 637,1 км².

## Демография
Согласно переписи населения 2000 года, в округе Патнам проживало 95 745 человек. По оценке Бюро переписи населения США, к 2009 году население увеличилось на 3,7%, до 99 265 человек. Плотность населения составляла 155,8 человек на квадратный километр.